# BCL2
BCL2 (англ. BCL2, apoptosis regulator) – білок, який кодується однойменним геном, розташованим у людей на короткому плечі 18-ї хромосоми. Довжина поліпептидного ланцюга білка становить 239 амінокислот, а молекулярна маса — 26 266.
| 10         |  | 20         |  | 30         |  | 40         |  | 50         |
| ---------- |  | ---------- |  | ---------- |  | ---------- |  | ---------- |
| MAHAGRTGYD |  | NREIVMKYIH |  | YKLSQRGYEW |  | DAGDVGAAPP |  | GAAPAPGIFS |
| SQPGHTPHPA |  | ASRDPVARTS |  | PLQTPAAPGA |  | AAGPALSPVP |  | PVVHLTLRQA |
| GDDFSRRYRR |  | DFAEMSSQLH |  | LTPFTARGRF |  | ATVVEELFRD |  | GVNWGRIVAF |
| FEFGGVMCVE |  | SVNREMSPLV |  | DNIALWMTEY |  | LNRHLHTWIQ |  | DNGGWDAFVE |
| LYGPSMRPLF |  | DFSWLSLKTL |  | LSLALVGACI |  | TLGAYLGHK  |  |            |

A: Аланін

C: Цистеїн

D: Аспарагінова кислота

E: Глутамінова кислота

F: Фенілаланін

G: Гліцин

H: Гістидин

I: Ізолейцин

K: Лізин

L: Лейцин

M: Метіонін

N: Аспарагін

P: Пролін

Q: Глутамін

R: Аргінін

S: Серин

T: Треонін

V: Валін

W: Триптофан

Кодований геном білок за функцією належить до фосфопротеїнів. 
Задіяний у таких біологічних процесах, як апоптоз, альтернативний сплайсинг. 
Локалізований у ядрі, мембрані, мітохондрії, ендоплазматичному ретикулумі, зовнішній мембрані мітохондрій.